# Liepkalnis

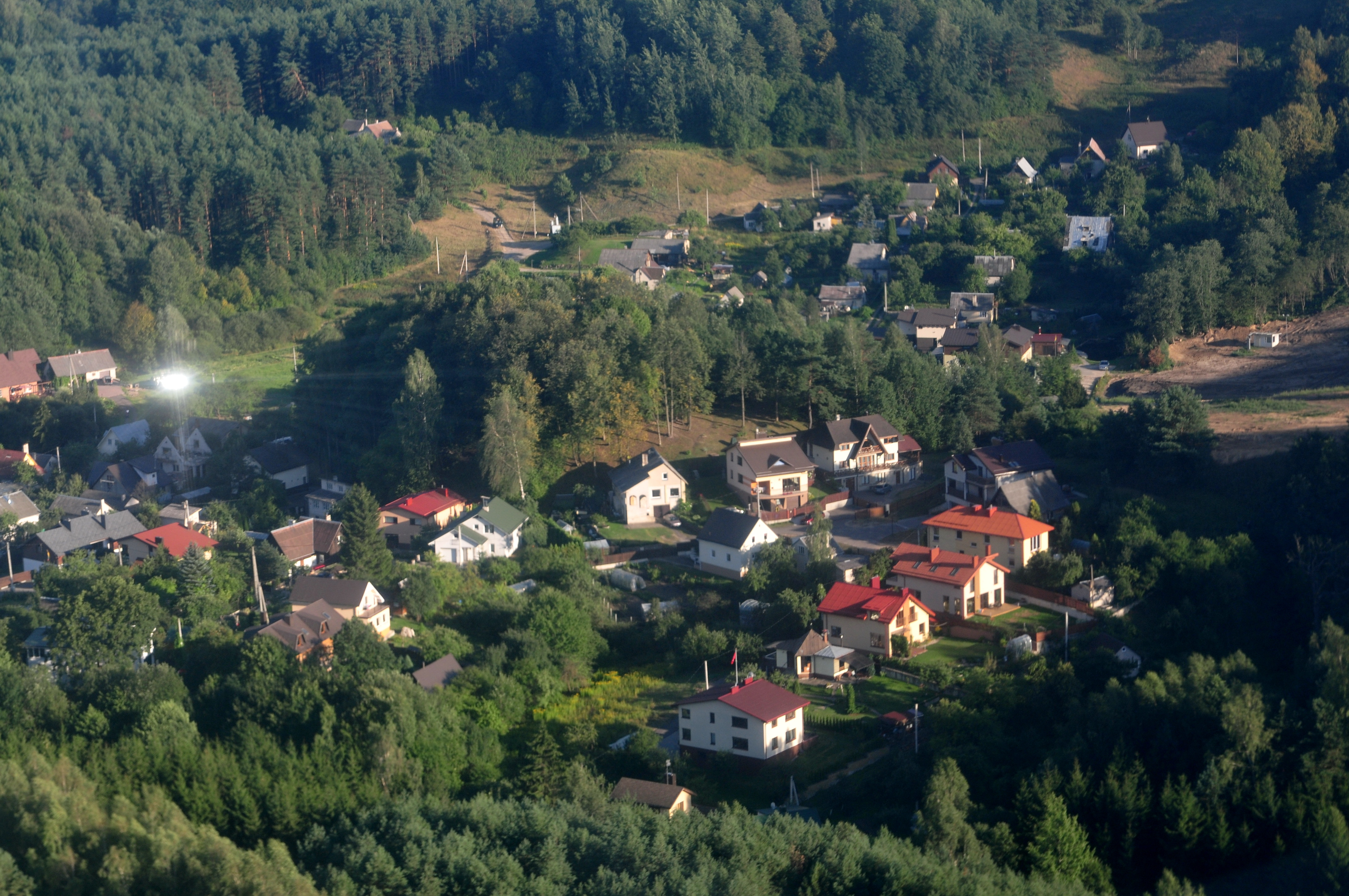
Luftbild von Liepkalnis in 2014

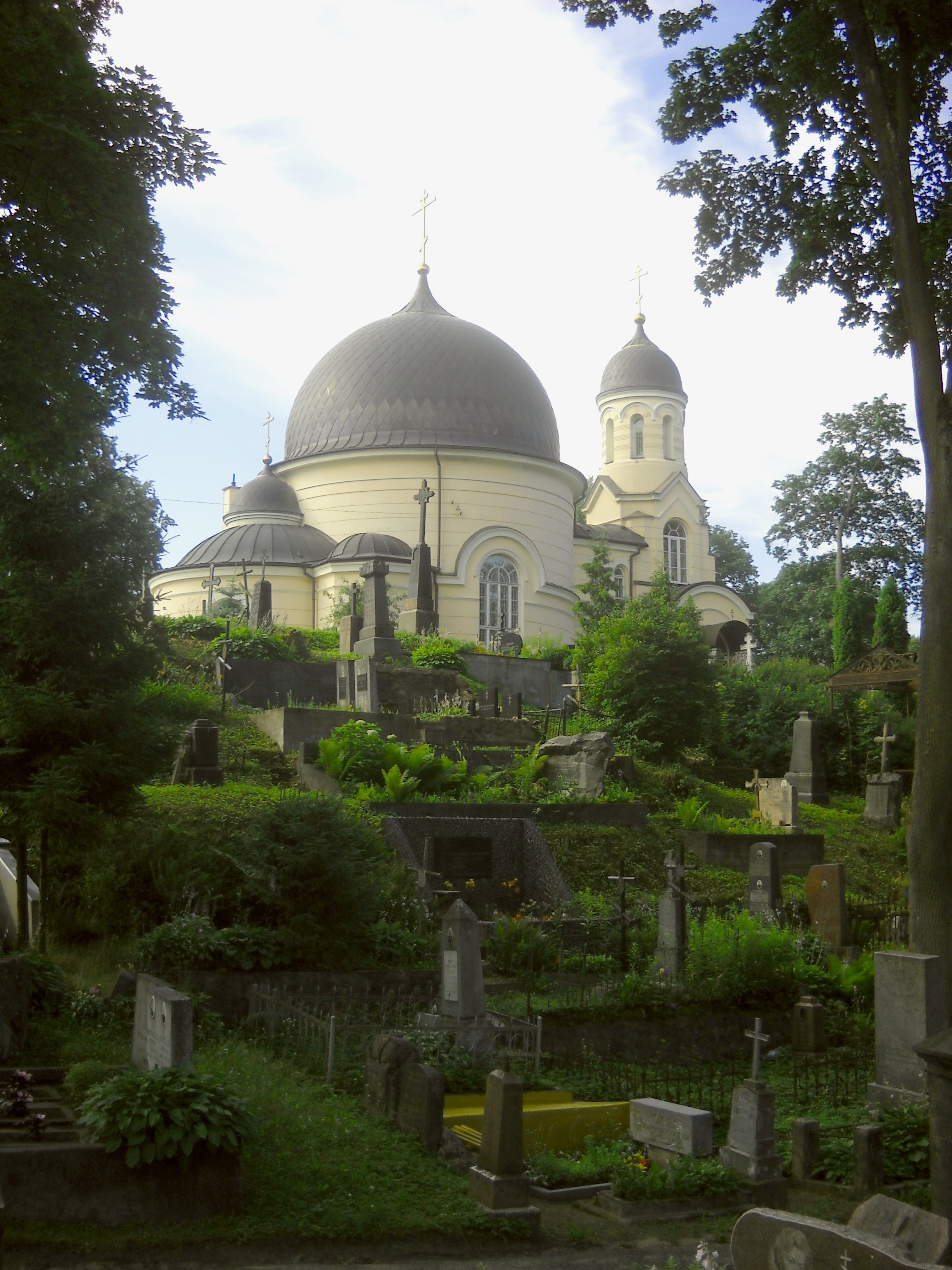
Kirche St. Euphrosyne von Polazk

Liepkalnis ist ein Stadtteil der litauischen Hauptstadt Vilnius, zwischen Rasos und Naujininkai. Er gehört zum Amtsbezirk  Naujininkai der Stadtgemeinde Vilnius. 
In Liepkalnis gibt es eine orthodoxe Kirche, einige Friedhöfe. 1936 baute man eine Schule. Der Stadtteil ist in Litauen durch Sport bekannt. Hier gibt es ein Wintersport-Zentrum, das LFF-Stadion, den Sitz des Verbands Lietuvos futbolo federacija.